# Sanča Kastiljska, kraljica Aragonije
Sanča (španjolski Sancha; 21. rujna 1154./1555. – 9. studenog 1208.) bila je infanta Kastilje i kraljica supruga Aragonije 1174. – 1196. Roditelji su joj bili kralj Alfons VII. Leonski i Kastiljski (umro 1157.) i njegova druga supruga, Riksa Poljska, kraljica Kastilje. Dana 18. siječnja 1174., Sanča se u Zaragozi udala za kralja Alfonsa II. Čednog od Aragonije. Sanča je bila poznata kao zaštitnica trubadura. 
Najpoznatija djeca Sanče i njezinog muža su Petar II. Katolički, kralj Aragonije; Konstanca Aragonska, kraljica Ugarske i Hrvatske; Alfons II., grof Provanse; Leonora Aragonska i Sanča Aragonska.
| Prethodnik:                           | Aragonska kraljica supruga | Nasljednik:            |
| Agneza Akvitanska, kraljica Aragonije | Aragonska kraljica supruga | Marija od Montpelliera |